# Hercostomus dacicus
Hercostomus dacicus är en tvåvingeart som beskrevs av Parvu 1991. Hercostomus dacicus ingår i släktet Hercostomus och familjen styltflugor.
Artens utbredningsområde är Rumänien. Inga underarter finns listade i Catalogue of Life.